# محمد سالم (مصارع رياضي)
محمد سالم هو مصارع رياضي مصري، ولد في 8 مايو 1944 في القاهرة في مصر.

## وصلات خارجية
- محمد سالم على موقع أوليمبيديا (الإنجليزية)